# 鐵膽英雄 (美國電視劇)
《鐵膽英雄》（英語：Spenser: For Hire）是一部美國罪案電視劇，改編自羅伯·派克的《史賓賽》系列小說，由約翰·懷爾德開發，勞勃·尤瑞奇主演。該劇1985年9月20日至1988年5月7日在ABC播出。儘管時段頻繁變化且偶爾出現搶占，但該劇還是獲得了不錯的收視率。外景拍攝最終導致該劇停播，成本被認為是ABC取消該劇的主要原因之一。據估計，該劇為馬薩諸塞州帶來了5000萬美元的收入。
在台灣，《鐵膽英雄》90年代由台視影集引進播出。
羅伯·派克在2009年4月23日的博客文章中表示，他正在與TNT洽談製作該劇的翻拍事宜。但派克在這些計劃實施之前於2010年去世。

## 劇集
該劇共三季（1985年至1988年），66集，隨後推出了四部電視電影（1993年至1995年）。

## 外部連結
- 互联网电影数据库（IMDb）上《鐵膽英雄》的资料（英文）